# Canímar (rivière de Cuba)
Le Canímar est un fleuve de la province de Matanzas à Cuba. Il se déverse sur la côte nord de l'île.

## Description
Il prend source à environ 8 km au nord-ouest du village Juan Gualberto Gómez, un village de la municipalité de Unión de Reyes et 5,5 km sud-sud-ouest de Santa Ana, village de la municipalité de Limonar.

Il se déverse dans la baie de Matanzas (es), ouverte sur le golfe du Mexique au nord de l'île de Cuba.
Il est navigable sur 11 km depuis son embouchure et atteint à certains endroits une profondeur de plus de 12 m.
Il alimente le lac de retenue (embalse) Cidra qui se trouve à l'entrée du fleuve sur la municipalité de Limonar ; et un autre lac de retenue, plus petit (environ 1 km de longueur) vers sa source.

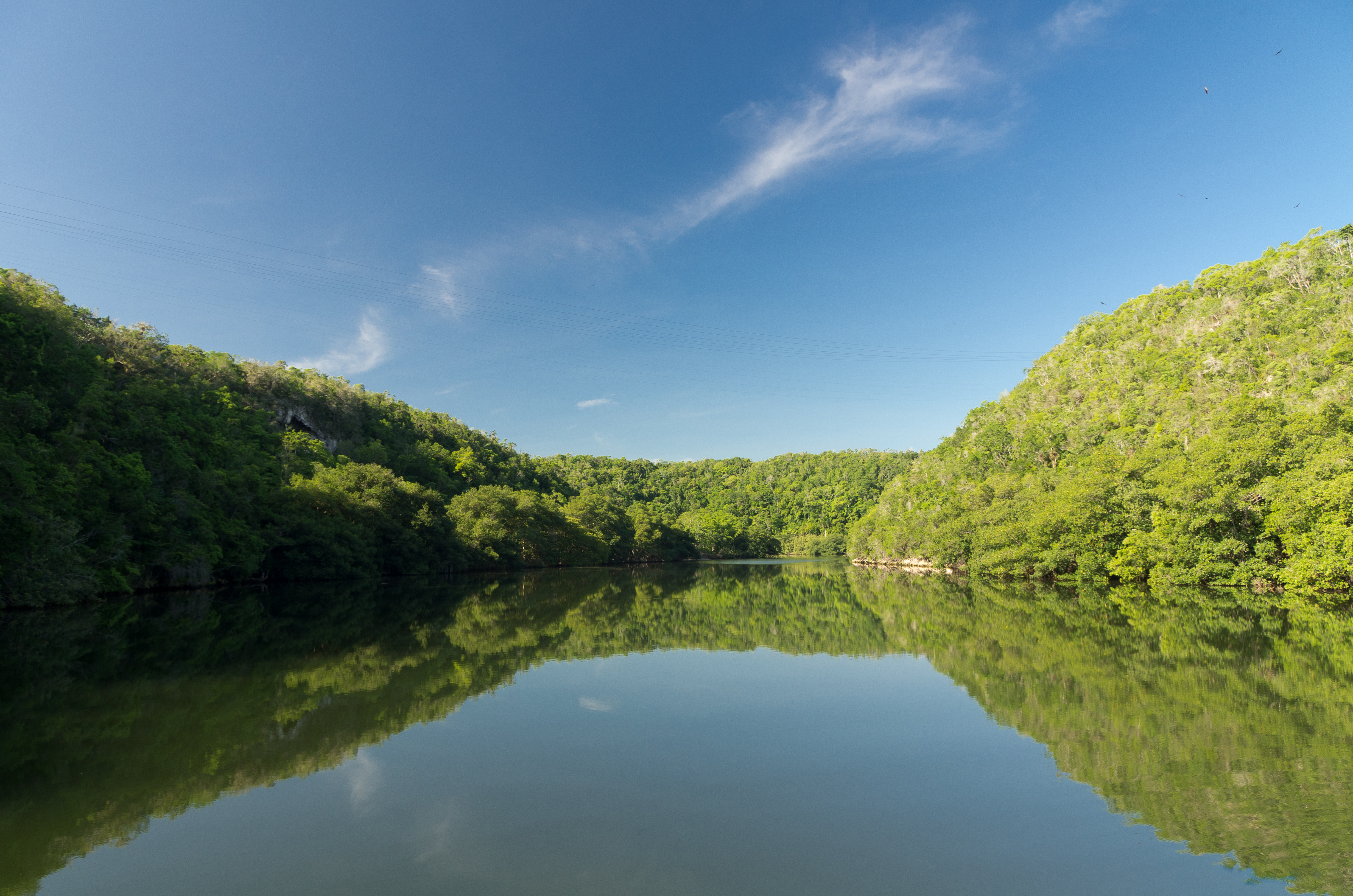
Couloir de verdure aux rives escarpées
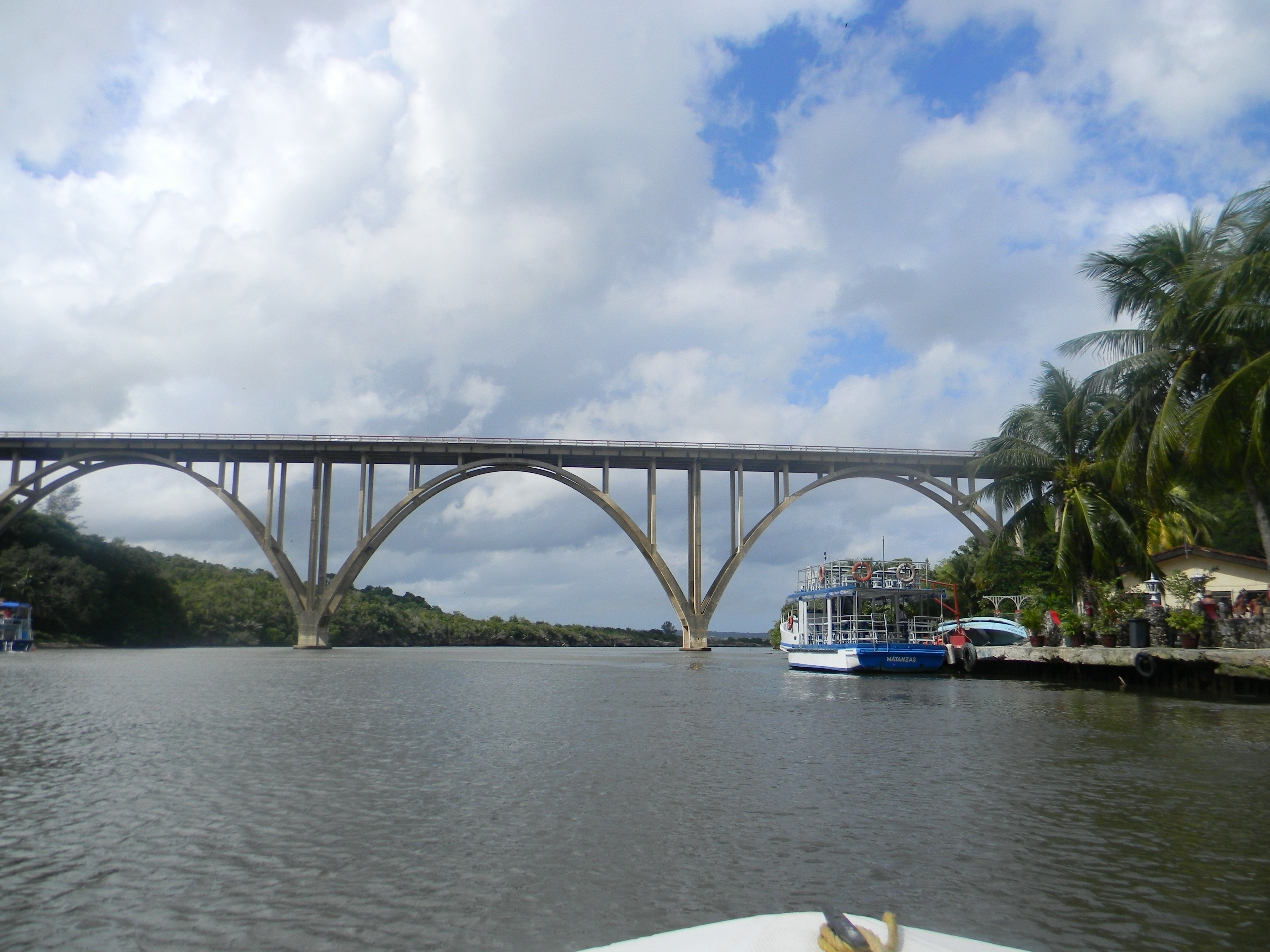
Dernier pont avant l'embouchure : la Via Blanca
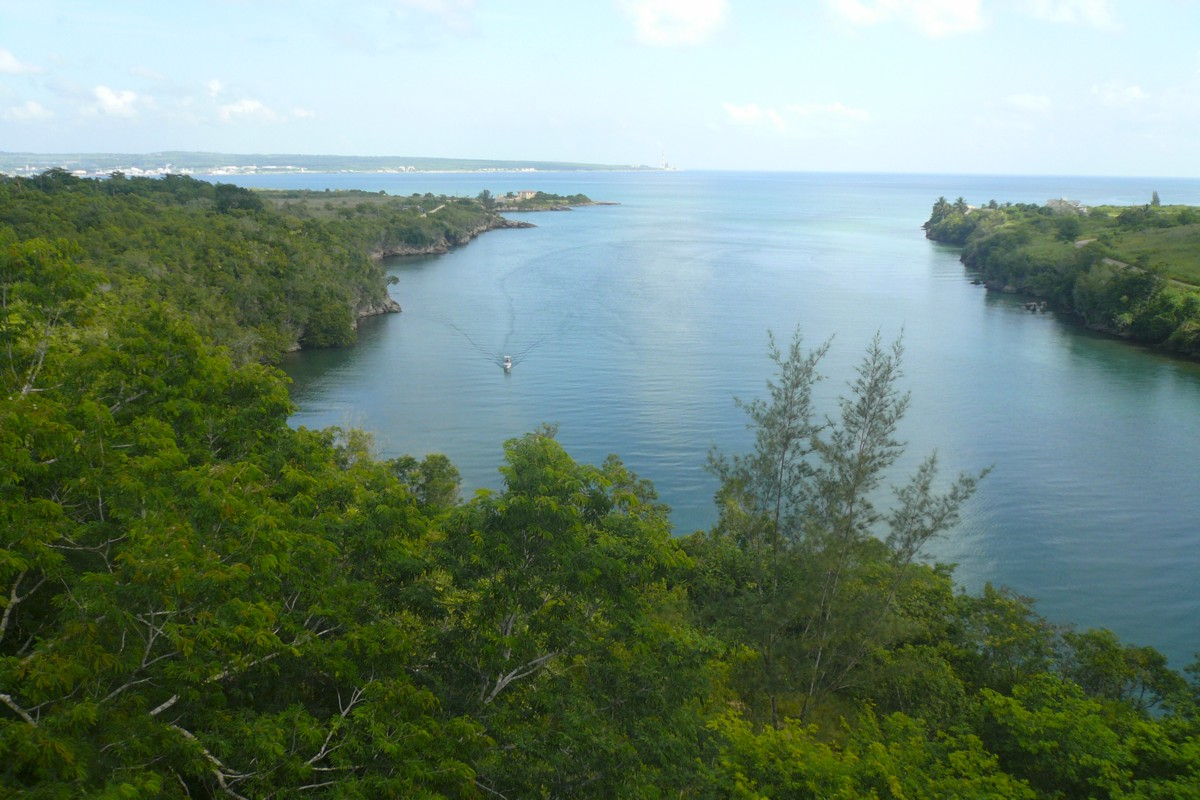
Estuaire et baie de Matanzas (es)

## Archéologie
La zone archéologique de Canímar, qui comprend plusieurs sites, est la zone archéologique la plus étendue des environs de Matanzas et la plus ancienne de Cuba, avec un âge de plus de 6 000 ans.
Le site archéologique El Morillo a livré des pièces de céramique coloniale décorée, des céramiques aborigènes décorées, des idoles, des preuves d'une structure de vie simple, et deux sépultures humaines ; le plus récent avec déformation crânienne artificielle. C'est aussi le premier site de Cuba connu comme ayant livré des preuves de construction d'habitation, avec des trous creusés dans la pierre pour y installer des poteaux, associés à du matériel archéologique ancien. En août 1994 le poète et amateur d'archéologie Luis Marimón a trouvé à El Morrillon ans un mur exposé aux intempéries marines, une idole anthropomorphe confectionnée en coquille de conque, associée au dieu du beau temps : Márohu (en).
Le site archéologique de Canímar Abajo se trouve en rive gauche de son estuaire, près d'une plage. Découvert en 1984 lors du développement d'un camping. Il a d'abord été fouillé par le musée d'anthropologie Montané et le comité de spéléologie de Matanzas ; depuis 2010 la recherche a été menée par une équipe cubano-canadienne. Un total de 36 m2 a été fouillé. Il a livré les sépultures de 83 adultes and 130 jeunes (au minimum). C'est l'un des plus grands sites de sépulture précolombiens connus à Cuba.